# Stenico
Stenico település Olaszországban, Trento megyében. Lakosainak száma 1160 fő (2023. január 1.). Stenico Comano Terme, Bocenago, San Lorenzo Dorsino, Giustino, Pinzolo és Tre Ville községekkel határos.

## Népesség
A település népességének változása:
| Lakosok száma | 1167 | 1186 | 1160 |
|               | 2017 | 2018 | 2023 |